# گری بورودیل
گری بورودیل (انگلیسی: Gary Borrowdale؛ زادهٔ ۱۶ ژوئیهٔ ۱۹۸۵) بازیکن فوتبال اهل بریتانیا است.
از باشگاه‌هایی که در آن بازی کرده‌است می‌توان به باشگاه فوتبال مارگیت، باشگاه فوتبال چارلتون اتلتیک، باشگاه فوتبال کریستال پالاس، باشگاه فوتبال کویینز پارک رنجرز، باشگاه فوتبال کولچستر یونایتد، باشگاه فوتبال گیلینگام، باشگاه فوتبال تونبریج آنجلز، باشگاه فوتبال کارلایل یونایتد، باشگاه فوتبال کاونتری سیتی، باشگاه فوتبال بارنت، و باشگاه فوتبال برایتون اند هوو آلبیون اشاره کرد.
وی همچنین در تیم‌های ملی فوتبال England national under-16 football team، زیر ۱۷ سال انگلستان، زیر ۱۸ سال انگلستان، زیر ۱۹ سال انگلستان، و زیر ۲۰ سال انگلستان بازی کرده‌است.